# Bitwa w dolinie Junin
Bitwa w dolinie Junin – starcie zbrojne, które miało miejsce w dniu 6 sierpnia 1824 r. w trakcie wojen niepodległościowych w Ameryce Łacińskiej (wojna o niepodległość Peru), zakończone decydującym zwycięstwem zwolenników niepodległości Peru (patriotów).
W roku 1820 generał San Martin zebrał armię złożoną z 4500 żołnierzy, po czym skontaktował się z wicekrólem Peru de La Serną, z którym omówił sprawę utworzenia królestwa Peru. Rokowania zakończyły się jednak niepowodzeniem, w związku z czym wojska San Martina zajęły Limę. Dnia 28 lipca 1822 San Martin proklamował niepodległość Peru, mianując się dyktatorem państwa. I Republika Peru upadła w lutym 1824 r, w wyniku buntu załogi portowego miasta i twierdzy Callo – zbuntowani żołnierze przeszli na stronę rojalistów dezorganizując obóz republikański, na skutek czego 29 lutego 1824 r. rojaliści zajęli Limę.

## Przed bitwą
W reakcji na kryzys I Republiki Peru patrioci powierzyli 10 lutego 1824 r. władzę dyktatorską Simonowi Bolívarowi, ale decyzji tej podporządkowała się jedynie północ kraju. Wobec dezorganizacji armii Bolívar zaapelował o pomoc zbrojną do Wielkiej Kolumbii. Władze w Bogocie zdecydowały się na jej udzielenie w kwietniu.
W grudniu 1823 r. generał Olañeta, namiestnik Górnego Peru odmówił posłuszeństwa wicekrólowi Jose de La Serna. Bunt w Górnym Peru uniemożliwił rojalistom podjęcie natychmiastowej ofensywy przeciwko patriotom dowodzonym przez Bolívara. Do końca maja 1824 r. Bolívar zdołał odtworzyć armię i zaplanować działania ofensywne przeciwko rojalistycznym siłom generała Jose de Canteraca w dolinie Jauja. Dalszym celem patriotów miała być stolica sił wiernych Hiszpanii – Cuzco. Punkt zborny sił patriotycznych znajdował się w Cerro del Pasco, gdzie patrioci skoncentrowali się na początku sierpnia.
Jednocześnie wicekról de La Serna zaplanował ofensywę Armii Północnej de Canteraca przeciwko pozostałościom wojsk republikańskich. Otrzymawszy wiadomość o reorganizacji armii Bolívara zgrupowania de Canteraca 5 sierpnia 1824 r. uderzyło na Cerro del Pasco z zamiarem zaskoczenia patriotów, jednakże Bolívar nie wiedząc o marszu rojalistów opuścił wcześniej tę miejscowość i wyruszył zachodnim brzegiem jeziora Junin w kierunku baz rojalistów w dolinie Jauja.
Obydwaj dowódcy uzyskali 5 sierpnia informacje o położeniu wojsk nieprzyjaciela. De Canterac zarządził pościg za siłami Bolívara, a patrioci 6 sierpnia zmienili kierunek marszu na wschodni, zdecydowani odciąć rojalistów od doliny Jauja.

## Bitwa
Około 2.00 patriotyczna kawaleria wysunięta ok. 10 km przed główne siły Bolívara zlokalizowała armię rojalistów maszerującą przez przełęcz Chacamarca. Bolívar rozkazał dowódcy kawalerii gen. Necochea zaatakować tylną straż rojalistów.
De Centerac zdecydował się przyjąć bitwę i uprzedzając rozwinięcie się patriotów na szerszej przełączy ok. 4.00 wydał rozkaz ataku czterech szwadronów na przegrupowujących się patriotów. Atak szarżą odniósł pełne powodzenie i kawaleria Bolívara została rozbita. Około 5.00 kolejna szarża rojalistów odparła próbę kontrataku patriotycznego szwadronu Huzarów Peruwiańskich, podjętą przez Anglika w służbie republikańskiej gen. Millera. Przekonani o całkowitym zwycięstwie rojaliści skierowali dwuszwadronowe rezerwy do pościgu za wycofującymi się patriotami, nie zachowując szyków.
Moment ten wykorzystali patrioci do kontrataku ostatnim nietkniętym oddziałem – szwadronem dowodzonym przez podpułkownika Suareza. Po zakończeniu przegrupowania na płaskowzgórzu podpułkownik Suarez uderzył na tyły rojalistów, dezorganizując ich pościg i umożliwił Millerowi reorganizację wycofujących się szwadronów patriotycznych oraz decydujący atak.
Walka trwała około 45 minut i toczona była wyłącznie na broń białą. Jazda rojalistów została całkowicie rozbita, tracąc 252 zabitych, 80 jeńców i znaczną liczbę koni, po czym jej resztki wycofały się do Huanty i Hummangi.

## Po bitwie
W wyniku porażki Armia Północna de Canteraca utraciła całą kawalerię, a jej morale upadło. W trakcie pospiesznego odwrotu za rzekę Pampas z wojsk rojalistycznych zdezerterowało ok. 3000 zdemoralizowanych porażką i przemęczonych trudnymi marszami w wysokogórskim terenie żołnierzy. Ponadto Armia Północna utraciła znaczne ilości wyposażenia i broni. Wicekról de La Serna został zmuszony do przerwania działań przeciwko buntownikom w Górnym Peru i skoncentrowania wszystkich sił przeciwko patriotom Bolívara.
Decydujące zwycięstwo sił patriotycznych pod Junin umocniło władzę dyktatorską Bolívara w Peru i umożliwiło jego wojskom zdobycie Limy, zablokowanie Callao i zajęcie znacznych obszarów Peru opuszczonych przez rojalistów.